# Réseau routier de la Savoie

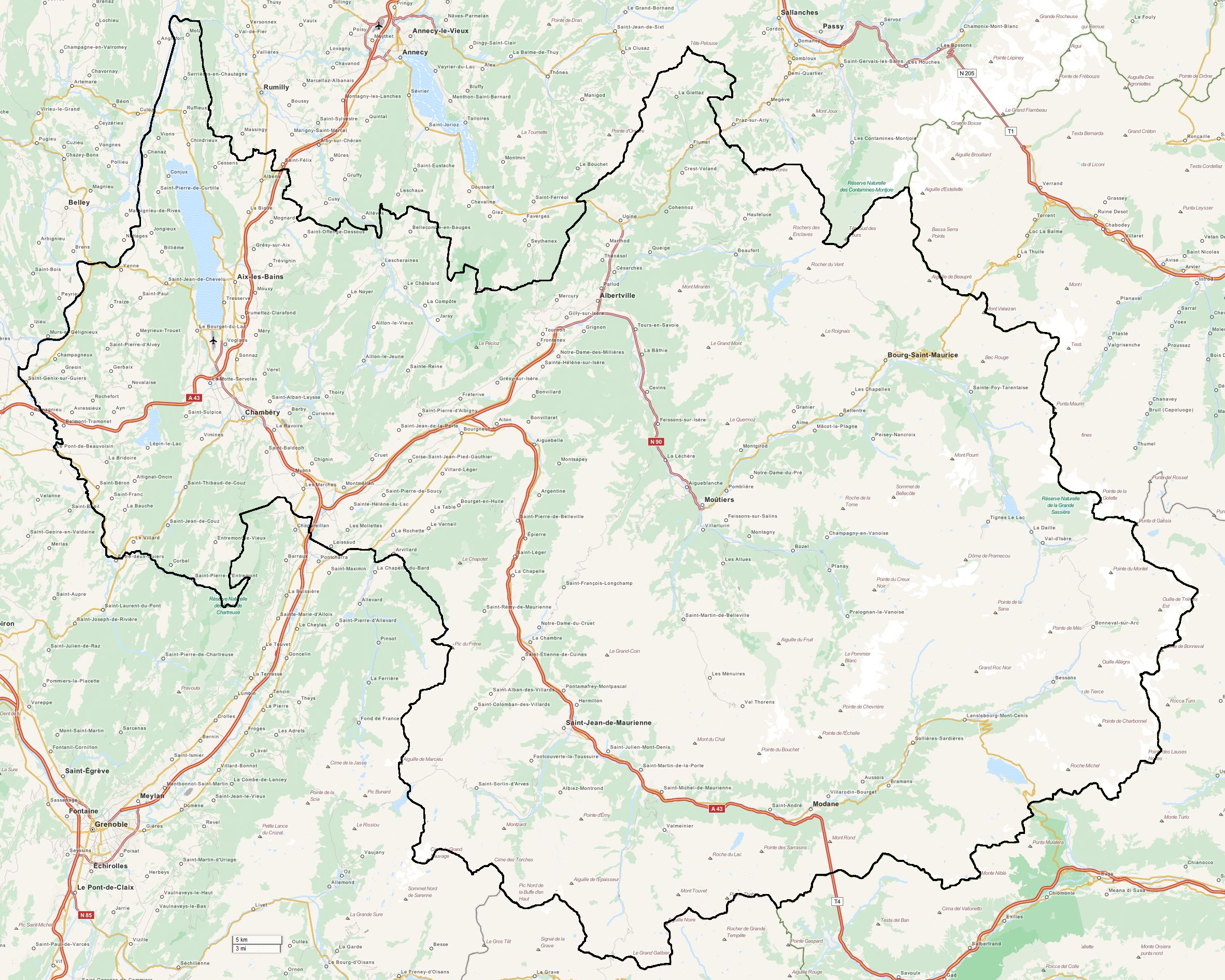
Carte du département et de ses principaux axes routiers.

Le réseau routier de la Savoie correspond à l'ensemble des routes situées dans le département français de la Savoie, en région Auvergne-Rhône-Alpes.
Du fait de l’importante présence de la montagne (près de 90 % du territoire), ce réseau routier est caractérisé par la présence de nombreux ouvrages d'arts tels que des tunnels ou des viaducs, mais aussi par une gestion tenant compte de la géographie et du relief du territoire : déneigement, éboulements, chutes de blocs, avalanches, etc.
Au 31 décembre 2017, la longueur totale du réseau routier du département de la Savoie est de 8 282 kilomètres, se répartissant en 163 kilomètres d'autoroutes, 71 kilomètres de routes nationales, 3 125 kilomètres de routes départementales et 4 923 kilomètres de voies communales.   
En outre, plus de 1 000 km de routes sont situées au-dessus de 1 000 mètres d'altitude, dont 875 km de routes départementales.

## Histoire

### XVIIIesiècle
De 1750 à 1784, l’ensemble du réseau routier français est pour la première fois cartographié à grande échelle (au 86400e) et de manière complète par Cassini de Thury, à la demande de Louis XV. Ces cartes sont d’une grande richesse toponymique, mais d’une grande pauvreté quant à la figuration du relief et de l’altimétrie. De même, les chemins secondaires sont rarement représentés, du fait d’une part de leur état médiocre, d’autre part de leur faible importance économique.
La Savoie comptait à cette époque trois grands axes majeurs dont le point de rencontre était Chambéry. Il s'agissait de la route vers Annecy et Genève au nord (porte du Faubourg Reclus), la route vers Lyon à l'ouest (porte du Faubourg Maché) et la route vers Grenoble et l'Italie par les vallées à l'est (porte du Faubourg Montmélian).
Mais à cette époque, la Savoie appartient au royaume de Sardaigne (duché de Savoie) et non au royaume de France. En 1792, les Français envahissent la Savoie et une Assemblée nationale des Allobroges réunie à Chambéry demande la réunion de la Savoie à la France. La Savoie et ses six provinces deviennent le département du Mont-Blanc le 27 novembre 1792 (une partie formera également avec Genève en 1798 le département du Léman).
Il n’y a donc pas de cartes de Cassini du département de la Savoie.

### XIXesiècle

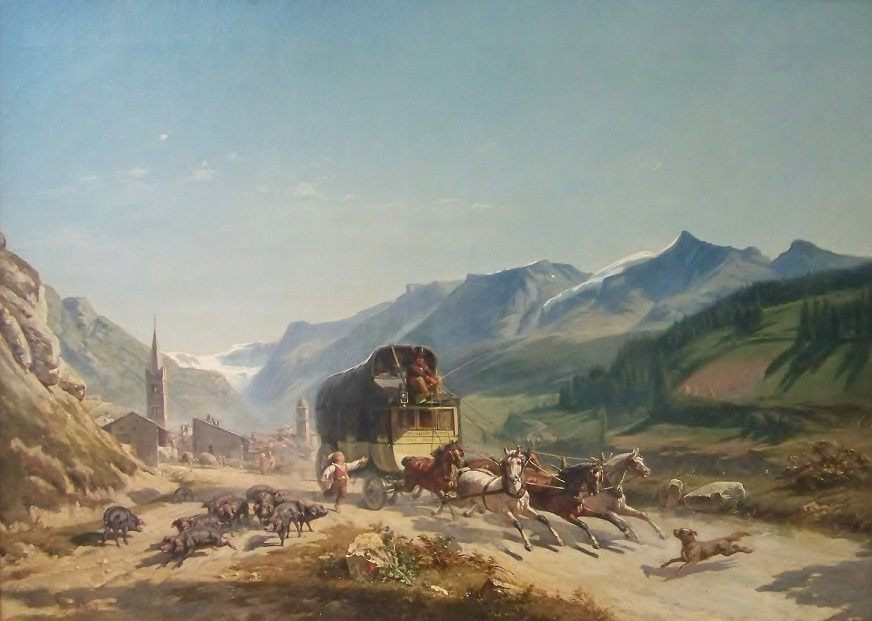
Certaines routes sont carrossables pour les diligences (ici à Lanslebourg en 1857).

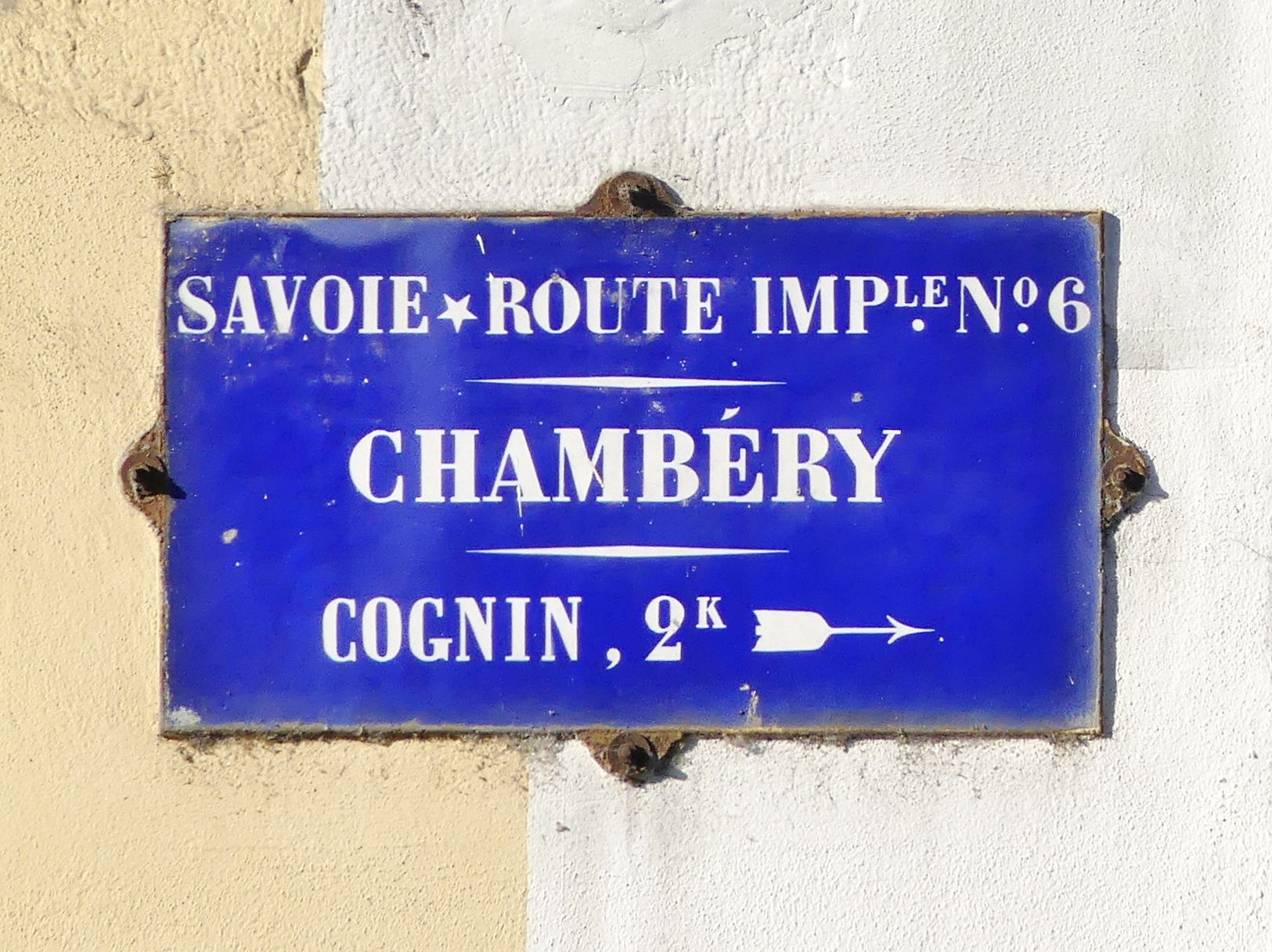
Évocation de l'ancienne Route impériale n° 6 encore visible à Chambéry.

L’Atlas national illustré réalisé par Victor Levasseur est un précieux témoignage du XIXe siècle. Les cartes coloriées à la main sont entourées de gravures indiquant statistiques, notes historiques et illustrations caractéristiques des départements. Sur ces cartes sont représentées les routes, voies ferrées et voies d'eau. Par ailleurs, les départements sont divisés en arrondissements, cantons et communes.
Toutefois, en juin 1815, à la suite du traité de Paris de 1815, Victor-Emmanuel Ier, frère de Charles-Emmanuel IV, rentre de son exil de Cagliari et récupère le Piémont et la Savoie.
Durant cette période, un certain nombre de routes sont carrossables, y compris pour les diligences parcourant le royaume de Sardaigne, notamment entre Chambéry et Turin.
Ce n’est qu’en 1860 que la Savoie est à nouveau annexée définitivement à la France. Il n’y a donc pas non plus de carte de Levasseur pour le département de la Savoie.

### XXesiècle

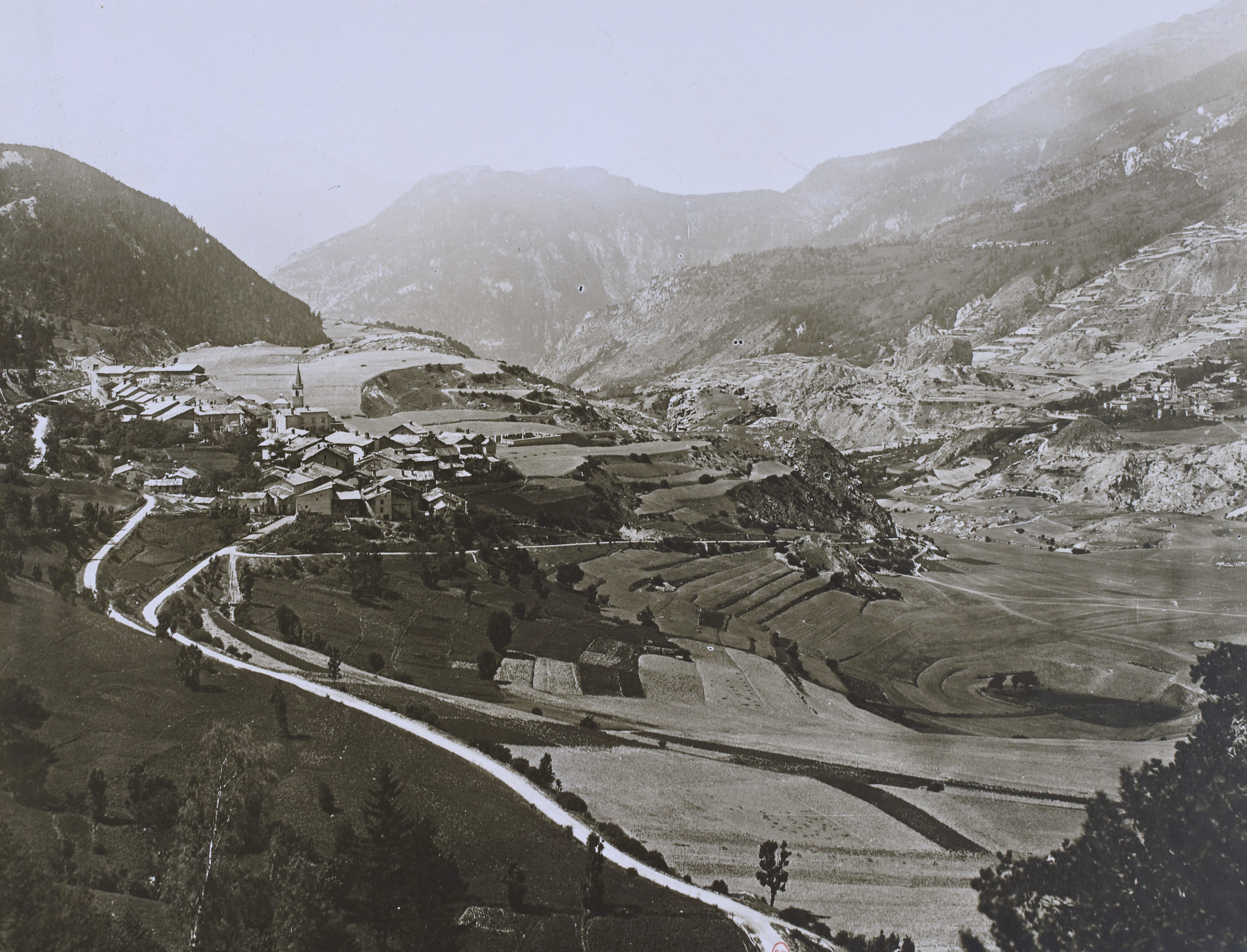
Routes à l'entrée de Villarodin vers 1915.

#### Réforme de 1930
Devant l'état très dégradé du réseau routier au lendemain de la Première Guerre mondiale et l'explosion de l'industrie automobile, l'État, constatant l'incapacité des collectivités territoriales à remettre en état le réseau routier pour répondre aux attentes des usagers, décide d'en prendre en charge une partie. L'article 146 de la loi de finances du 16 avril 1930 prévoit ainsi le classement d'une longueur de l'ordre de 40 000 kilomètres de routes départementales dans le domaine public routier national.
En ce qui concerne le département de la Savoie, ce classement devient effectif à la suite du décret du 15 décembre 1931.

#### Réforme de 1972
En 1972, un mouvement inverse est décidé par l'État. La loi de finances du 29 décembre 1971 prévoit le transfert dans la voirie départementale de près de 53 000 kilomètres de routes nationales. Le but poursuivi est :
- d'obtenir une meilleure responsabilité entre l'État et les collectivités locales en fonction de l'intérêt économique des différents réseaux,
- de permettre à l'État de concentrer ses efforts sur les principales liaisons d'intérêt national,
- d'accroître les responsabilités des assemblées départementales dans le sens de la décentralisation souhaitée par le gouvernement,
- d'assurer une meilleure gestion et une meilleure programmation de l'ensemble des voies.

Le transfert s'est opéré par vagues et par l'intermédiaire de plusieurs décrets publiés au Journal officiel. Après concertation, la très grande majorité des départements a accepté le transfert qui s'est opéré dès 1972. En ce qui concerne le département de la Savoie, le transfert est acté avec un arrêté interministériel publié au journal officiel le 27 décembre 1973.

### XXIesiècle

#### Réforme de 2005
Une nouvelle vague de transferts de routes nationales vers les départements intervient avec la loi du 13 août 2004 relative aux libertés et responsabilités locales, un des actes législatifs entrant dans le cadre des actes II de la décentralisation où un grand nombre de compétences de l'État ont été transférées aux collectivités locales. Dans le domaine des transports, certaines parties des routes nationales sont transférées aux départements et, pour une infime partie, aux communes (les routes n'assurant des liaisons d'intérêt départemental). 
Le décret en Conseil d’État définissant le domaine routier national prévoit ainsi que l’État conserve la propriété de 8 000 kilomètres d’autoroutes concédées et de 11 800 kilomètres de routes nationales et autoroutes non concédées et qu'il cède aux départements un réseau de 18 000 kilomètres. 
Dans le département de la Savoie, le transfert est décidé par arrêté préfectoral signé le 16 décembre 2005. 325 kilomètres de routes nationales sont déclassées. La longueur du réseau routier national dans le département passe ainsi de 397 kilomètres en 2004 à 72 en 2006 pendant que celle du réseau départemental s'accroît de 2 828 à 3 154 kilomètres.

## Caractéristiques

### Consistance du réseau

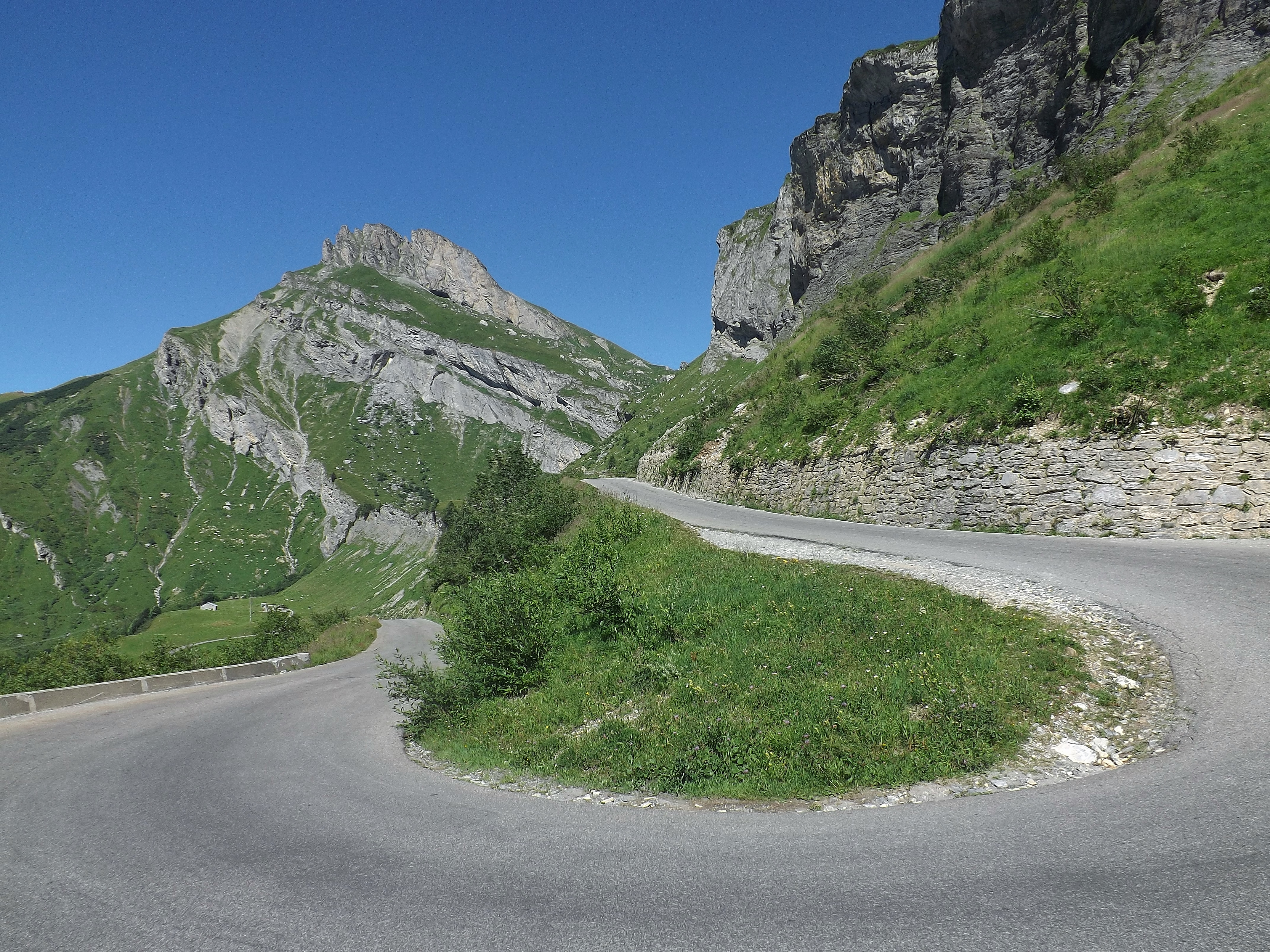
La Savoie compte plus de 1000 km de routes à plus de 1000 m d'altitude, comme ici la RD 925 à 1700 m sous le cormet de Roselend.

Le réseau routier comprend cinq catégories de voies : les autoroutes et routes nationales appartenant au domaine public routier national et gérées par l'État, les routes départementales appartenant au domaine public routier départemental et gérées par les conseils départementaux et les voies communales et chemins ruraux appartenant respectivement aux domaines public et privé des communes et gérées par les municipalités. Le linéaire de routes par catégories peut évoluer avec la création de routes nouvelles ou par transferts de domanialité entre catégories par classement ou déclassement, lorsque les fonctionnalités de la route ne correspondent plus à celle attendues d'une route de la catégorie dans laquelle elle est classée. Ces transferts peuvent aussi résulter d'une démarche globale de transfert de compétences d'une collectivité vers une autre.
Au 31 décembre 2011, la longueur totale du réseau routier du département de la Savoie est de 8 078 kilomètres, se répartissant en 163 kilomètres d'autoroutes, 72 kilomètres de routes nationales, 3 146 kilomètres de routes départementales et 4 697 kilomètres de voies communales. 
Il occupe ainsi le 73e rang au niveau national sur les 96 départements métropolitains quant à sa longueur et le 85e quant à sa densité avec 1,3 kilomètre par kilomètre carré de territoire.
Trois grandes réformes ont contribué à faire évoluer notablement cette répartition : 1930, 1972 et 2005.
L'évolution du réseau routier entre 2002 et 2017 est présentée dans le tableau ci-après.
|                        | 2002  | 2003  | 2004  | 2005  | 2006  | 2007  | 2008  | 2009  | 2010  | 2011  | 2012  | 2013  | 2014  | 2015  | 2016  | 2017  |
| ---------------------- | ----- | ----- | ----- | ----- | ----- | ----- | ----- | ----- | ----- | ----- | ----- | ----- | ----- | ----- | ----- | ----- |
| Autoroutes             | 163   | 163   | 163   | 163   | 163   | 163   | 163   | 163   | 163   | 163   | 163   | 163   | 163   | 163   | 163   | 163   |
| Routes nationales      | 397   | 397   | 397   | 67    | 72    | 69    | 72    | 72    | 72    | 72    | 72    | 72    | 72    | 71    | 71    | 71    |
| Routes départementales | 3 118 | 2 824 | 2 828 | 2 825 | 3 154 | 3 153 | 3 146 | 3 146 | 3 146 | 3 146 | 3 139 | 3 134 | 3 126 | 3 126 | 3 126 | 3 125 |
| Voies communales       | 4 559 | 4 555 | 4 574 | 4 574 | 4 578 | 4 624 | 4 624 | 4 676 | 4 697 | 4 697 | 4 788 | 4 835 | 4 835 | 4 842 | 4 912 | 4 923 |
| TOTAL                  | 8 237 | 7 939 | 7 962 | 7 629 | 7 967 | 8 009 | 8 005 | 8 057 | 8 078 | 8 078 | 8 162 | 8 204 | 8 196 | 8 202 | 8 272 | 8 282 |

### Autoroutes
- A41
- A43
- A430

### Routes nationales
- RN 90
- RN 201

### Routes départementales
- RD 1006
- RD 1090
- RD 1201
- RD 1212
- RD 1504
- RD 1508
- RD 1516

### Ouvrages particuliers
Quinze ouvrages routiers souterrains de longueur supérieure à 300 mètres sont présents en Savoie : les tunnels du Fréjus (12 895 m), d'Orelle (3 684 m), de l'Épine (3 182 m), du Siaix (1 619 m), de Dullin (1 550 m), du Chat (1 488 m), de Ponserand (1 371 m), d'Hurtière (1 198 m), d'Aiguebelle (926 m), des Monts (872 m), de l'Arvant (499 m), du Chevril (456 m), du Franchet (415 m), des Sorderettes (372 m) et de St Étienne de Cuine (300 m).

### Routes de montagne

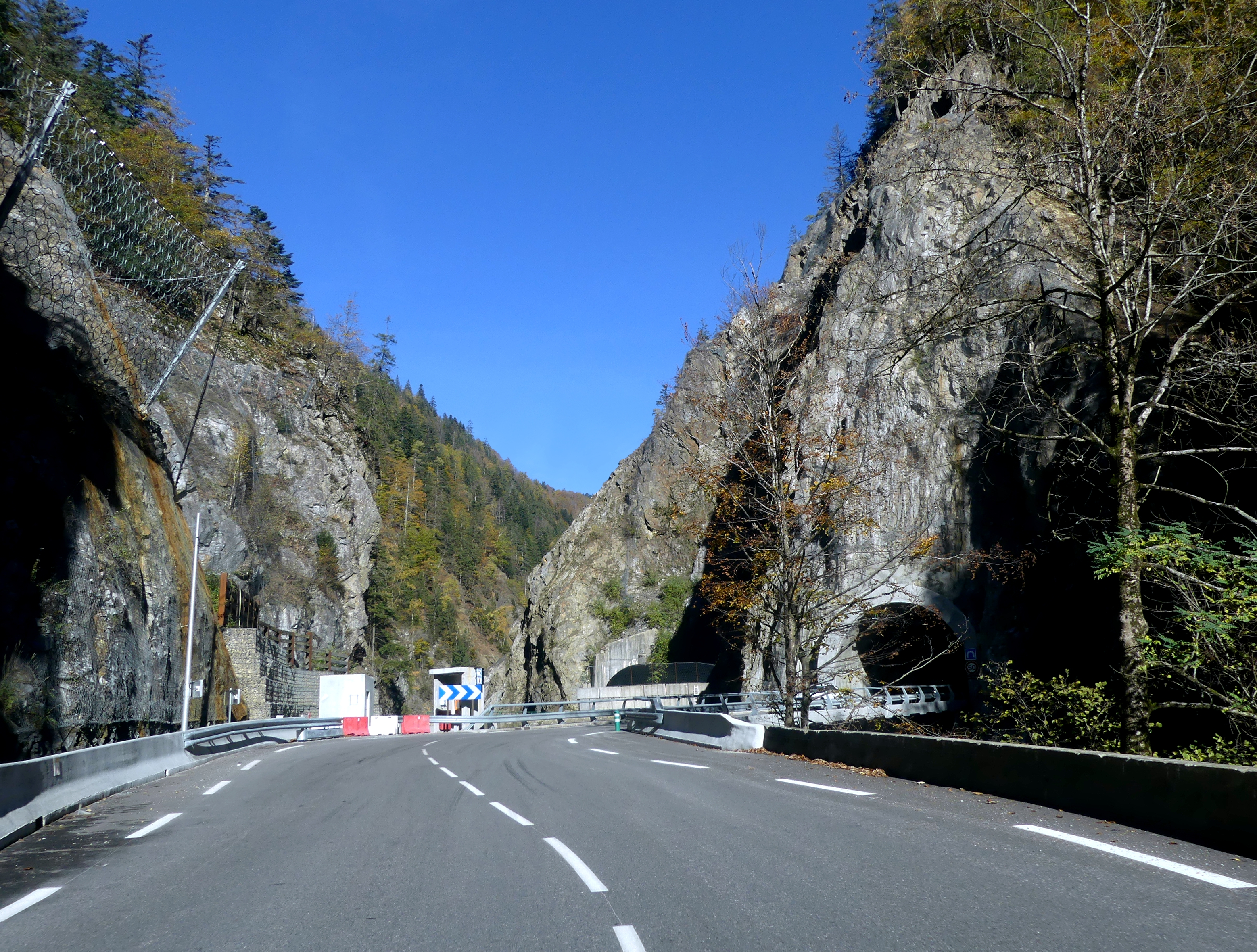
RD 1212 dans les gorges de l'Arly.

Le Département de la Savoie compte plus de 1 000 km de routes sont situées au-dessus de 1 000 mètres, dont 875 km de routes départementales.
Ces routes sont généralement plus vulnérables aux aléas naturels tels les éboulements, glissements de terrain, avalanches, crues torrentielles ou encore le gel. Ces évènements peuvent conduire à des coupures de routes sur plusieurs centaines de mètres avec des fermetures lors de travaux pouvant s'étendre sur de plus longues distances de manière à sécuriser l'amont ou l'aval. Ces travaux peuvent être la purge de montagnes, l'installation de filets de protection contre les éboulements, la création de tunnels ou de paravalanches. En 2024, les routes de Savoie sont équipées de 1 720 équipements de protection (filets, merlons), 221 dispositifs de protection contre les avalanches et 48 galeries contre les chutes de rocs ou d'avalanches.

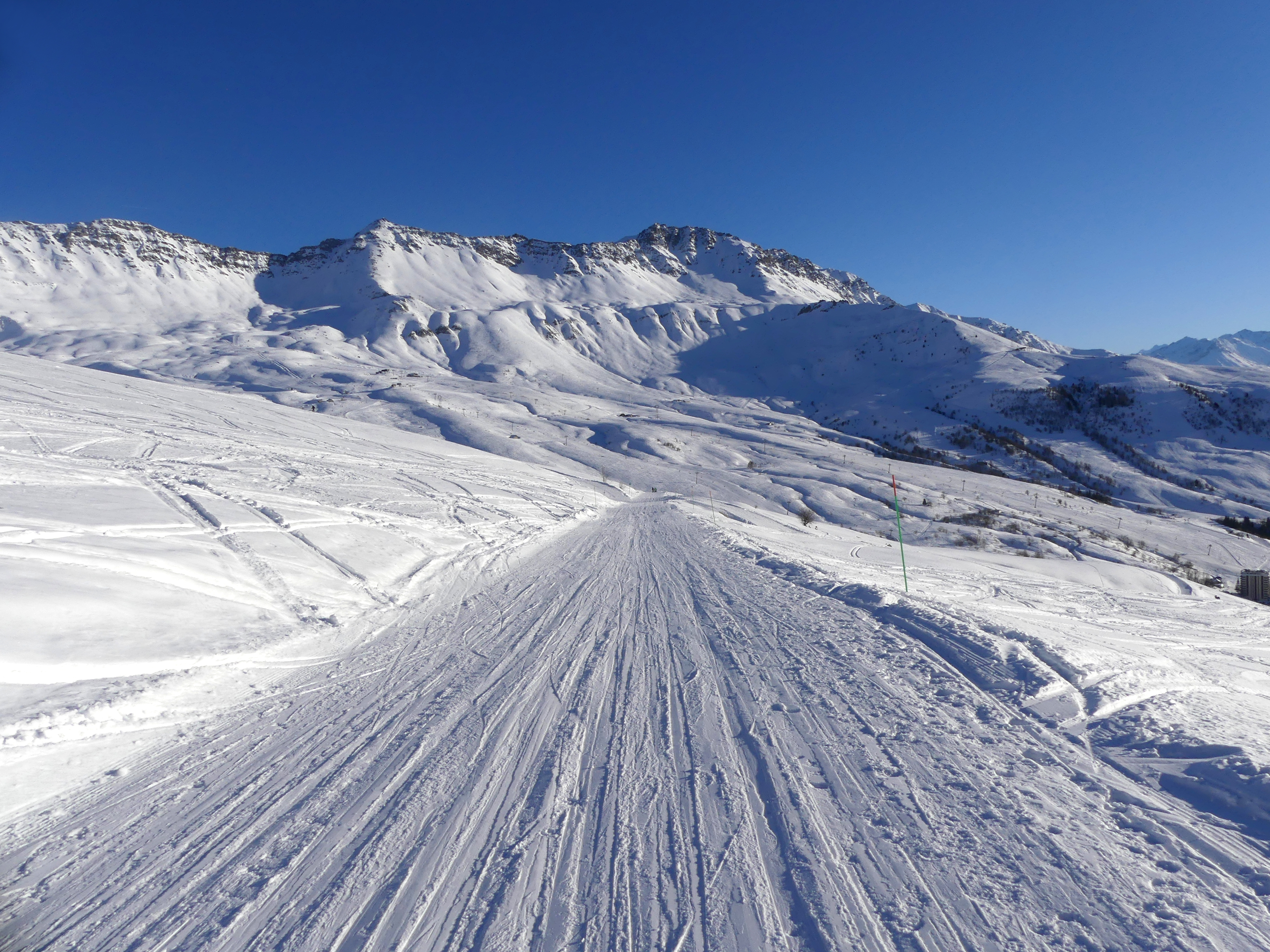
Route départementale 213 sous le col de la Madeleine en hiver, fermée et transformée en piste de ski.

En Savoie, la route la plus souvent sujette aux aléas naturels et en particulier aux éboulements est la portion de la Route départementale 1212 dans sa partie traversant les gorges de l'Arly entre Ugine et Megève en Haute-Savoie. En raison du nombre important de travaux réalisés régulièrement par le Conseil départemental de la Savoie, cette portion de route est dès lors parfois considérée comme « la plus chère de France ». Ainsi, entre 2019 et 2020, le Département entreprend de nouveaux travaux de sécurisation comprenant d'un tunnel de 240 mètres, d'un pont de 30 mètres et de nouveaux murs de soutènement pour un coût total de 21 millions d'euros. Entre 2006 et 2021, l'entretien de la route a nécessité la mobilisation de 60 millions d'euros de travaux.
Enfin, les routes en Savoie font l'objet de plans de viabilité hivernale importants. Outre leur déneigement, cela inclut également dans le département la fermeture en hiver de plusieurs cols routiers souvent situés à plus de 1 000 m d'altitude. Certaines routes sont par ailleurs utilisées comme pistes de ski dans les domaines skiables, à l'instar de celle du col de la Madeleine (2 000 m) dans les stations de Saint-François-Longchamp et de Valmorel.

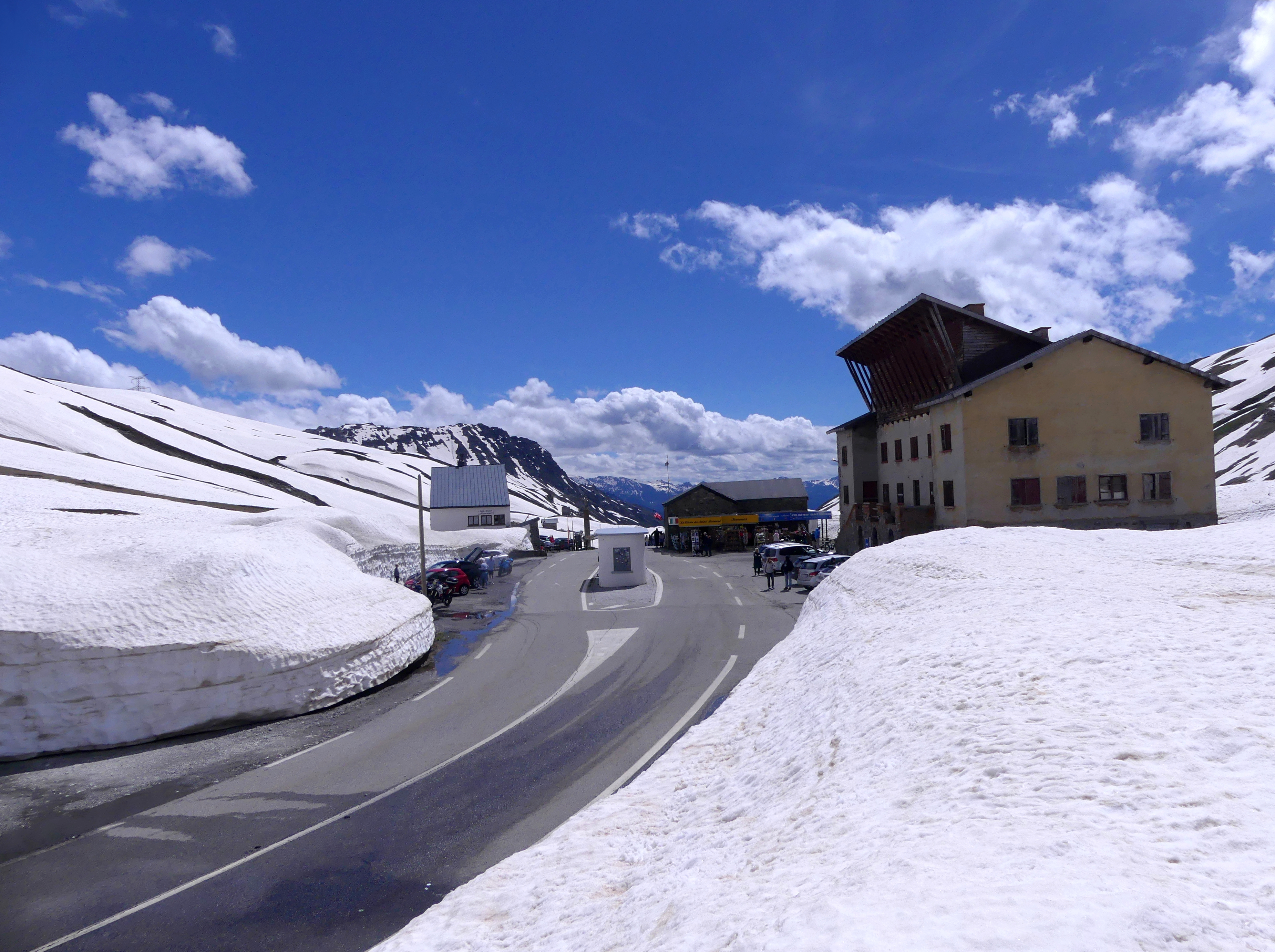
Col du Petit-Saint-Bernard déneigé et ouvert pour l'été (juin 2024).

Au printemps, le Département de la Savoie entreprend le déneigement des grands cols en vue de leur ouverture estivale. Situés à plus de 2 500 mètres d'altitude, le col du Galibier et le col de l'Iseran sont généralement les cols dont les routes sont ouvertes le plus tardivement, parfois au mois de juin.

## Réalisations ou événements récents
Cette section a pour objet de recenser les événements marquants concernant le domaine de la Route dans le département de la Savoie depuis 1990. Seront ainsi citées les déclarations d’utilité publique, les débuts de travaux et les mises en service. Seuls les ouvrages les plus importants soit par leur coût soit par leur impact (déviation de bourgs) seront pris en compte. De même il est souhaitable de ne pas recenser les projets qui n’ont pas encore fait l’objet d’une déclaration d’utilité publique.